# Gartempe
Die Gartempe (okzitan. Gartempa) ist ein rund 205 Kilometer langer linker Nebenfluss der Creuse in Frankreich.

## Flusslauf
Die Gartempe verläuft in der Region Nouvelle-Aquitaine. Sie entspringt im Zentralmassiv, beim Ort Pétillat, im Gemeindegebiet von Peyrabout, in etwa 640 Metern Höhe. Sie fließt anfangs nach Westen, später wendet sie sich nach Norden. Die Gartempe mündet schließlich in der Nähe von La Roche-Posay in die Creuse. Auf ihrem Weg durchquert sie die Départements Creuse, Haute-Vienne und Vienne. Die Gartempe entwässert ein Areal von 3913 km².

## Orte am Fluss
Im Département Creuse:
- Gartempe
- Le Grand-Bourg
- Saint-Étienne-de-Fursac

Im Département Haute-Vienne:
- Bessines-sur-Gartempe
- Châteauponsac
- Rancon

Im Département Vienne:
- Montmorillon
- Saint-Savin
- La Roche-Posay

Im Département Indre-et-Loire:
- Yzeures-sur-Creuse